# Chunioteuthis gilchristi
Chunioteuthis gilchristi är en bläckfiskart som först beskrevs av Robson 1924.  Chunioteuthis gilchristi ingår i släktet Chunioteuthis och familjen Stauroteuthidae. Inga underarter finns listade i Catalogue of Life.